# Пилоти, Оскар
Оскар Пило́ти (нем. Oskar Piloty; 30 апреля 1866, Мюнхен — 6 октября 1915, под Сомпи, Марна) — немецкий химик.

## Биография
Оскар Пилоти происходил из семьи художников, его отец — художник Карл Теодор фон Пилоти. Брат Роберт — профессор права в Вюрцбургском университете. Оскар Пилоти изучал химию в Мюнхенском университете у Адольфа Байера и защитил докторскую диссертацию у Германа Эмиля Фишера в Вюрцбурге, за которым последовал в Берлинский университет. Оскар Пилоти занимался химией углеводов, затем специализировался на химии природных производных пиррола. В 1899 году Оскар Пилоти получил должность профессора неорганической химии в Мюнхенском университете и стал коллегой своего тестя Адольфа Байера. В 1892 году Пилоти женился на Евгении Байер, дочери своего учителя Адольфа Байера. У супругов родилось пятеро детей, в том числе инженер Ганс Пилоти. Другой сын Оскара Пилоти погиб на фронте в Первую мировую, Оскар Пилоти записался добровольцем на фронт и погиб в 1915 году в Шампани.